# SCAMPER
SCAMPER is een creativiteitstechniek ontwikkeld door Bob Eberle in 1997 in de vorm van een checklist die kan worden gebruikt bij de ontwikkeling van nieuwe producten of de doorontwikkeling van bestaande producten. Het kan ook gebruikt worden om oplossingen te vinden voor problemen. SCAMPER is een acroniem dat mensen op een gestructureerde manier helpt om out-of-the-box te denken en hun kennis te vergroten.
| Afk. | Engl.              | Uitleg | Vragen |
| ---- | ------------------ | --- | --- |
| S    | Substitute         | Vervangen - componenten, materialen, mensen | - Wat kan je vervangen? - Wat kan je in plaats daarvan gebruiken? - Wie kan in plaats daarvan erbij betrokken worden? - Welk proces zou in plaats daarvan kunnen worden gebruikt? - Welk ander materiaal zou je in plaats daarvan kunnen gebruiken?                         |
| C    | Combine            | Combineer - meng met andere extra functies of aggregaten; overlappen met service, functionaliteit integreren                                        | - Wat kan worden samengevoegd? - Wat kan vermengd worden? - Hoe kun je bepaalde onderdelen verbinden? - Welke oorspronkelijke doelen zou men kunnen combineren? |
| A    | Adapt              | Pas aan, verander de functie | - Welke andere ideeën ontstaan hieruit? - Is er iets vergelijkbaars dat je kunt toepassen op het bestaande probleem? - Zijn er vergelijkbare situaties uit het verleden? |
| M    | Modify             | Schaal vergroten of verkleinen, vorm veranderen, wijzig van attributen (kleur, hoe het aanvoelt, akoestiek, ...)                                    | - Welke verandering zou je kunnen doen? - Kun je de betekenis veranderen? - Hoe kun je de kleur of vorm veranderen? - Wat kan men vermeerderen? - Wat kan worden verminderd? - Wat zou er gemoderniseerd kunnen worden? - Kun je het vergroten? - Kun je het kleiner maken? |
| P    | Put                | „Put to another use“ - zoek een andere gebruikswijze, zoek ander andere gerelateerd mogelijkheid om het te gebruiken, definieer het gebruik opnieuw | - Waar zou je het in de huidige toestand nog meer voor kunnen gebruiken? - Waar zou je het voor kunnen gebruiken als je het verandert? |
| E    | Eliminate          | Verwijder elementen, componenten, reduceer tot kernfunctie, vereenvoudig zoveel als mogelijk                                                        | - Wat kun je weglaten? - Zonder welke component/deel zou het blijven werken? |
| R    | Reverse, rearrange | Opnieuw ordenen, samenzetten | - Welke andere patronen zouden ook werken? - Welke wijzigingen zou je kunnen aanbrengen? - Wat zou je kunnen vervangen? - Wat zou je opnieuw kunnen ordenen? |

Net als andere gerelateerde creativiteitstechnieken wordt SCAMPER vooral gebruikt bij de ontwikkeling van nieuwe producten. Deze moeten niet noodzakelijkerwijs allemaal uitvoerbaar zijn, maar ze kunnen als uitgangspunt dienen voor een verdere iteratie in het ontwikkelproces. Het uitdagende karakter van de afzonderlijke stappen wordt gebruikt om het ontwikkelproces te structureren. 